# Maunderovo minimum

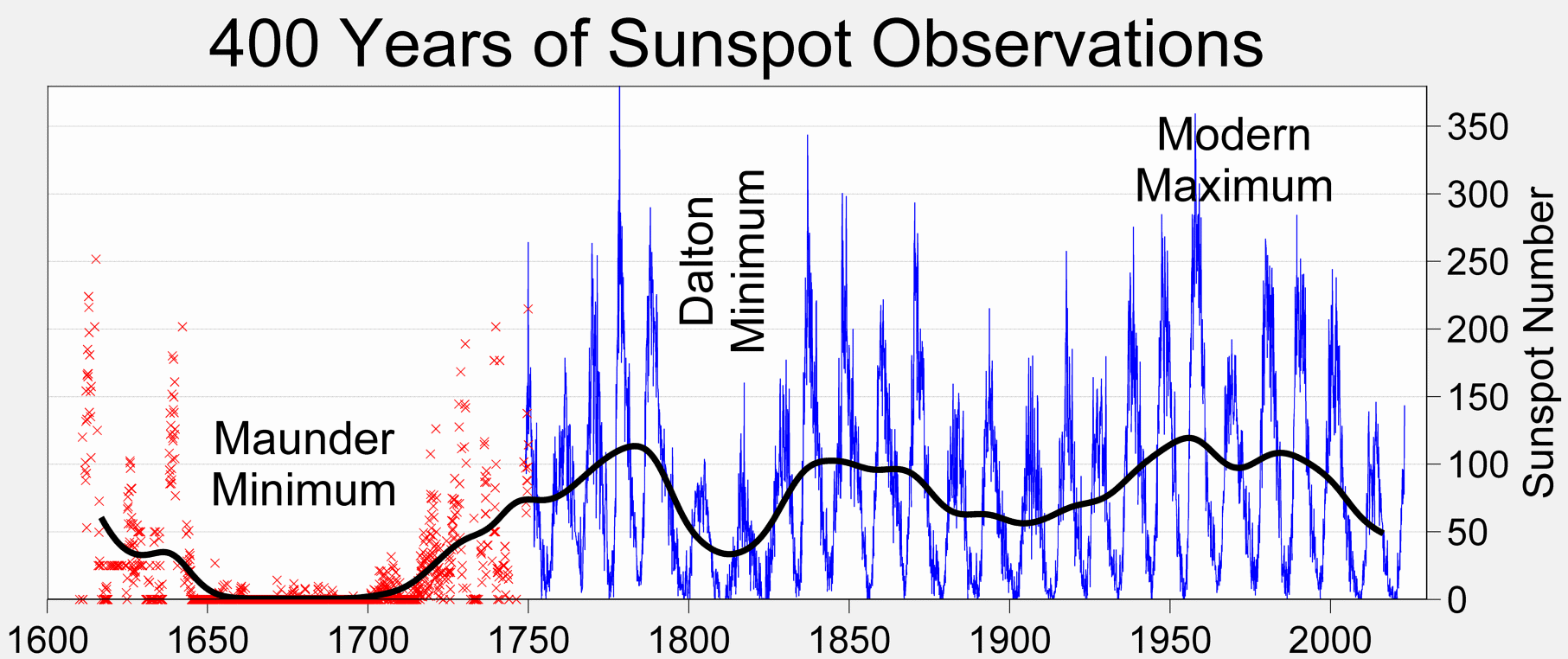
Graf znázorňující změny počtu slunečních skvrn během 400 let pozorování Slunce

Maunderovo minimum je název období sluneční aktivity v letech 1638–1715. V této době se na Slunci neobjevovaly téměř žádné sluneční skvrny. To mělo vliv na podnebí na Zemi, které bylo výrazně chladnější. Období Maunderova minima je jedním ze tří nejchladnějších období malé doby ledové (14.–19. století). Druhým nejchladnějším obdobím je Spörerovo minimum (1400–1510) a třetím Daltonovo minimum (1790–1830).

## Objevení
Během výzkumu Slunce došlo k objevu slunečních skvrn a k objevu periodického střídání maxim a minim jejich výskytu na Slunci. Období minimální tvorby slunečních skvrn je vždy po 11, 22 a 80 letech. 
Při zkoumání záznamů o pozorováních Slunce, případně výskytu polárních září, které souvisí s vysokou aktivitou Slunce, se zjistilo, že z období let 1638–1715 není mnoho záznamů o těchto jevech. Sluneční fyzik E. W. Maunder podal ve článku "Prodloužené minimum slunečních skvrn" vysvětlení, že v této době skutečně bylo na Slunce velmi málo slunečních skvrn, tedy že normální cyklus střídání minim a maxim byl přerušen. Jeho domněnku později potvrdilo zkoumání množství radioaktivního uhlíku v organismech z této doby.
V době vysoké sluneční aktivity opouští Slunce větší množství nabitých částic, tvořících sluneční vítr, který s sebou strhává magnetické pole Slunce dále od Slunce. Na Zemi v té době nedopadá tolik nabitých částic kosmického záření a ve vyšších vrstvách atmosféry se netvoří tolik radioaktivního uhlíku. který se ukládá do živých organismů.